# Municipio de Vallentuna
Vallentuna (en sueco: Vallentuna kommun) es un municipio de la provincia de Estocolmo, Suecia, en la provincia histórica de Uppland. Su sede se encuentra en la ciudad de Vallentuna. El municipio actual se estableció durante la reforma municipal de 1971 con la fusión de los municipios rurales de Vallentuna y Össeby.

## Geografía
El municipio está localizado en la parte sur de la provincia histórica de Uppland y limita en el norte y noreste con el municipio de Norrtälje, en el sureste con Österåkers, en el sur con Täby, en el suroeste con Upplands Väsby y en el noroeste con Sigtuna, todos en la provincia de Estocolmo.

## Localidades
Hay ocho áreas urbanas (tätort) en el municipio:
| # | Tätort                         | Población |
| - | ------------------------------ | --------- |
| 1 | Vallentuna                     | 32 615    |
| 2 | Lindholmen                     | 1168      |
| 3 | Karby                          | 848       |
| 4 | Kårsta                         | 496       |
| 5 | Ekskogen, Älgeby y Långsjötorp | 351       |
| 6 | Johannesudd                    | 293       |
| 7 | Ekskogen                       | 286       |
| 8 | Brottby                        | 262       |